# Шилівка (Зіньківська міська громада)
Ши́лівка — село в Україні, у Зіньківській міській громаді Полтавського району Полтавської області. Населення становить 735 осіб. До 2020 року орган місцевого самоврядування — Шилівська сільська рада.
Відоме тим, що є батьківщиною братів Григора Тютюнника й Григорія Тютюнника.

## Географія
Село розташоване на березі річки Грунь, вище за течією до села примикає село — Манилівка, нижче за течією на відстані 1,5 км розташовані села Підозірка та Іщенківка. Поруч із селом проходить автошлях територіального значення Т 1706.
На захід від села розташований загальнозоологічний заказник місцевого значення «Байрак».

## Історія
Перша згадка про село сягає 1764 року, коли воно входило до Остап'ївської сотні Миргородського полку.
У 1781—1796 роках — село у складі Київського намісництва, з 1796 року — відносилось до Малоросійської, з 1802 — до Полтавської губерній.
За переписом 1859 року в Шилівці було 40 дворів, де мешкало 147 осіб. У селі діяла церква Різдва Христового (дерев'яна, з окремою дзвіницею 1877).
У 1900 році в селі діяла церковнопарафіяльна школа. Станом на 1910 рік у селі Шилівка Зіньківської волості Зіньківського повіту було 108 господарств, де мешкало 659 осіб.
Радянська окупація у Шилівці розпочалася у січні 1918 року, від 1920 року в селі діяв комнезам. За переписом 1926 року в Шилівці було 150 господарств і 749 жителів.

Меморіальні місця ДСВ

У 1929 році на території села створено перший колгосп.
Під час Голодомору 1932—1933 років у Шилівці померло 184 особи, внаслідок репресій 1937—39 років загинули 38 осіб.
Під час німецької окупації (з 8 жовтня 1941 року до 6 вересня 1943 року) окупанти розстріляли 7 осіб, вивезли на примусові роботи до Німеччини 29 осіб, знищили 15 житлових будинків.
Від 1973 року на території Шилівки діяв колгосп зернового напрямку і тваринництво «Дружба» (нині агрофірма). Станом на 2000-ні у селі фактично збережена радянська інфраструктура.
12 червня 2020 року Шилівська сільська рада розпорядденням Кабінету Міністрів України увійшла до складу Зіньківської міської громади.
19 липня 2020 року, в результаті адміністративно-територіальної реформи та ліквідації Зіньківського району, село увійшло до складу Полтавського району.

## Населення

### Мова
Розподіл населення за рідною мовою за даними перепису 2001 року:
| Мова            | Кількість | Відсоток |
| --------------- | --------- | -------- |
| українська      | 715       | 97.28%   |
| російська       | 18        | 2.45%    |
| інші/не вказали | 2         | 0.27%    |
| Усього          | 735       | 100%     |

## Економіка
Підприємства Шилівки:
- АФ «Дружба».
- ТОВ «Украгросоюз».
- ТОВ «Відродження».

## Об'єкти соціальної сфери, інше
У Шилівці діють:

Сільський клуб

- Шилівська середня загальноосвітня школа;
- ФАП;
- клуб.

## Пам'ятки
У доглянутому стані зберігаються споруджені:
- у 1955 році пам'ятник на братській могилі радянських воїнів (300 загиблих), що полягли під час боїв за село у німецько-радянській війні;
- у 1966 році обеліск у пам'ять про односельців (252 особи), які не повернулися з фронтів німецько-радянської війни.

## Відомі особи
В селі народився Заслужений працівник сільського господарства Української РСР, голова колгоспу «Україна» Обора Василь Артемович.
Шилівка — малá батьківщина Тютюнників:
- Тютюнник Григорій Михайлович (1920—1961) — прозаїк, поет.
- Тютюнник Григір Михайлович (1931—1980) — український письменник.
- Тютюнник Федір Григорович (1929—2003) — письменник, публіцист, краєзнавець.